# ابرالایت
ابرالایت (به اسپانیایی: Abralaite) در آرژانتین است که در ایالت خوخوی واقع شده‌است.

## خصوصیات
ابرالایت ۵۳ نفر جمعیت دارد و ۴٬۰۴۰ متر بالاتر از سطح دریا واقع شده‌است.